# Barbarou
Barbarou (biał. Барбароў; ros. Барбаров, Barbarow, hist. Barbarów) – agromiasteczko na Białorusi, w rejonie mozyrskim obwodu homelskiego, około 22 km na południowy wschód od Mozyrza, nad Prypecią.

## Historia
Pierwsze wzmianki o małej wsi Babicze (Бабичи, tak wcześniej nazywał się Barbarów) w Wielkim Księstwie Litewskim pojawiły się w 1432 roku. Na początku XVI wieku król Zygmunt Stary przekazał te włości jednemu ze swoich dworzan. Później Barbarów przypadł rodowi Oskierków. Za udział Rafała Oskierki w insurekcji kościuszkowskiej władze carskie skonfiskowały ten majątek i przekazały Jakobowi Sieversowi. W 1795 roku Barbarów miał prawa miasteczka. W 1808 roku wszedł on w posiadanie rodu von Holstów, od których po niedługim czasie nabył go Ignacy Horwatt, sędzia grodzki mozyrski. W 1821 roku otwarto tu szkołę dla dzieci chłopskich. Rodzina Horwattów władała majątkiem do I wojny światowej. Od 1924 roku jest siedzibą sielsowietu.
M.in. majątek w Barbarowie opisywał w 1928 roku prof. Antoni Urbański w pracy Podzwonne na zgliszczach Litwy i Rusi.
W 2004 roku w Barbarowie mieszkało 261 osób w 102 gospodarstwach.

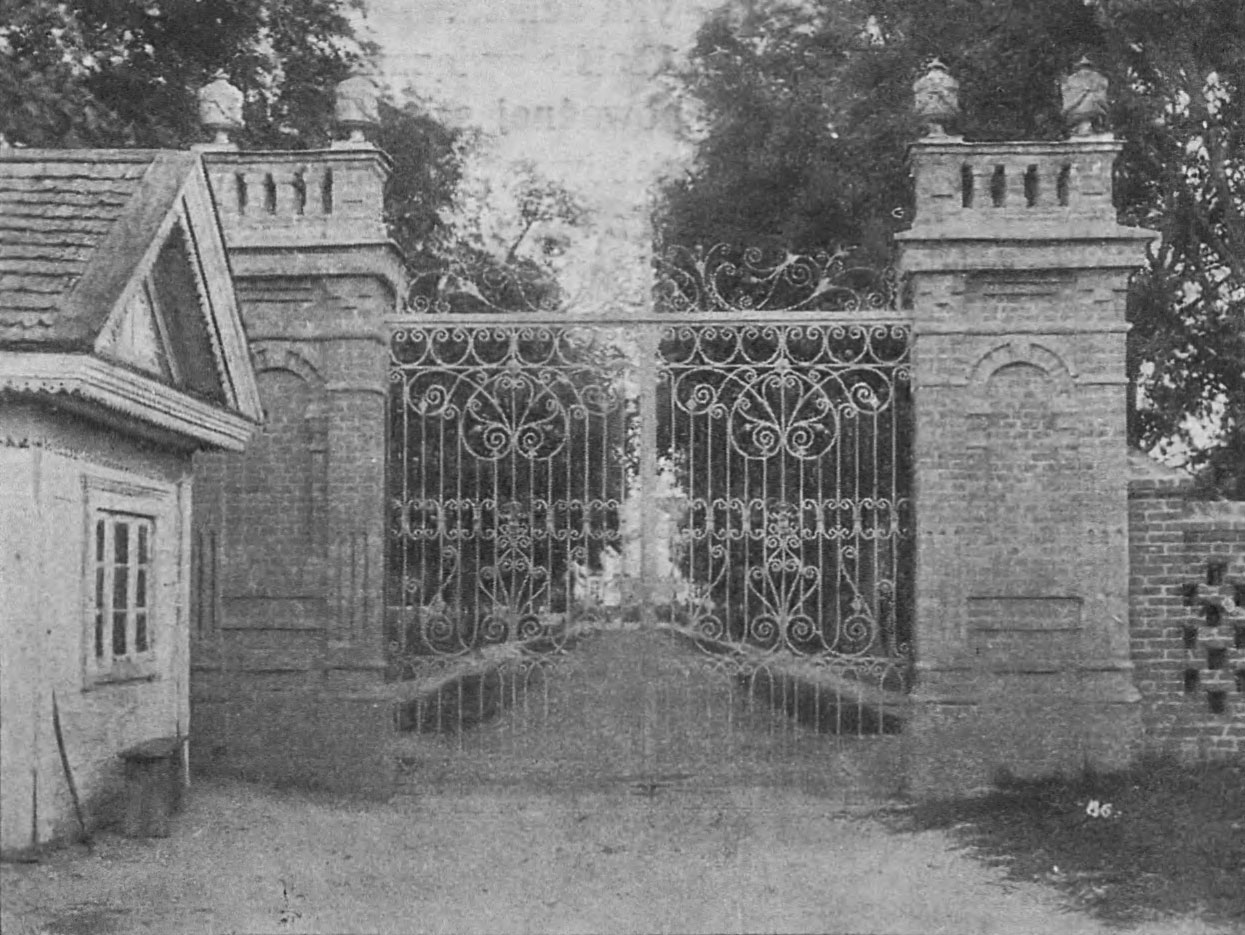
Brama wjazdowa do parku, 1975, [http://www.radzima.org/pl/miejsce/barbarow.html obecny wygląd

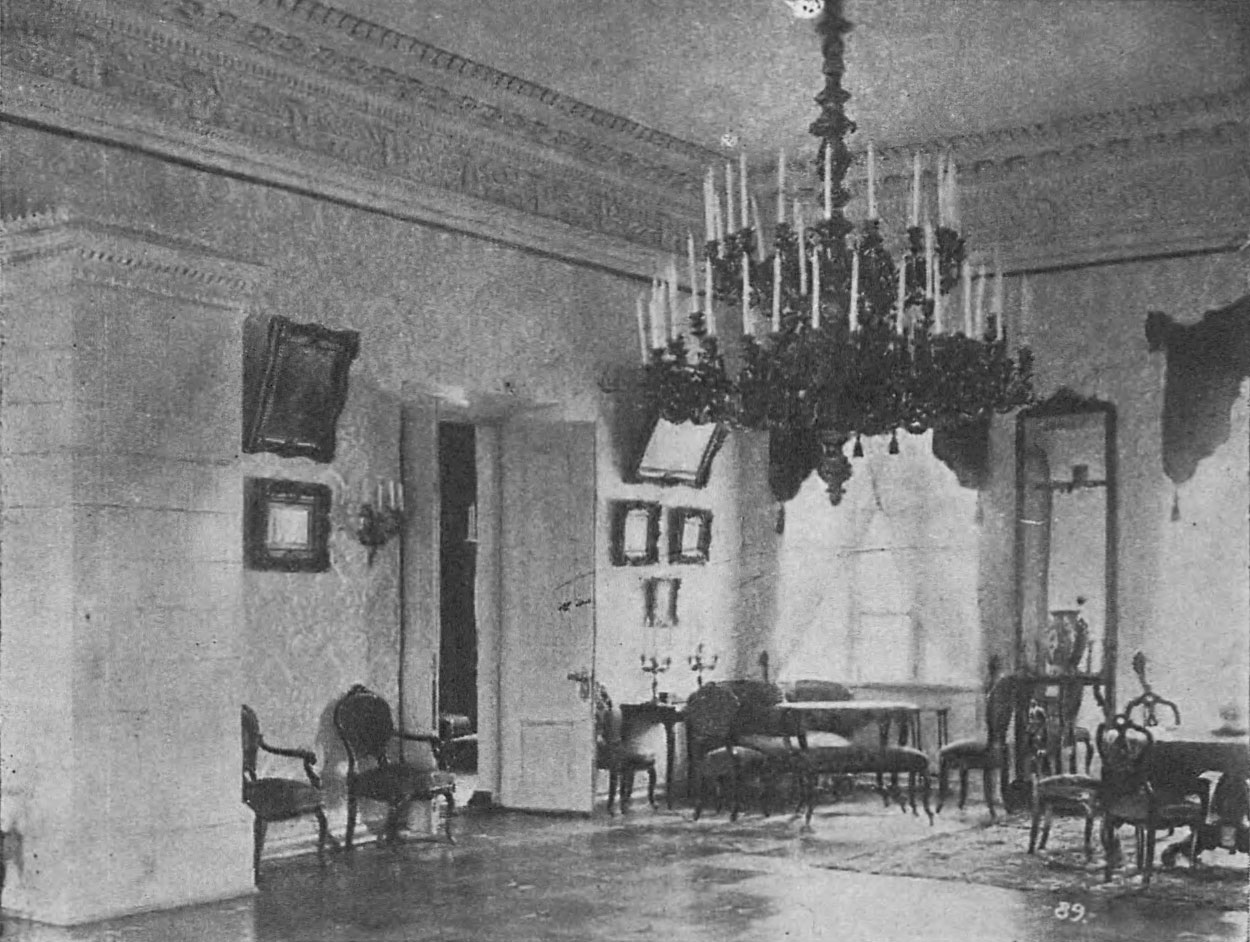
Jedno z wnętrz pałacu, przed 1920 rokiem

## Dawne zabytki
- W Barbarowie istniał wielki zamek obronny, z wieżami, podziemnymi lochami, otoczony wałem i fosami, połączony ze stałym lądem mostem zwodzonym. Twórcą zamku był ponoć ks. Jeremi Wiśniowiecki. Zamek istniał do pierwszej połowy XIX wieku[3].
- Między 1820 a 1850 rokiem Horwattowie na miejscu zamku wybudowali na wysokim prawym brzegu Prypeci dwukondygnacyjny pałac klasycystyczny o dziewięcioosiowej elewacji z portykiem w wielkim porządku i czterema masywnymi kolumnami toskańskimi podtrzymującymi tympanon. Pałac kryty dachem czterospadowym[4]. Z lewej strony do pałacu przylegał przeszklony ogród zimowy. Wnętrze pałacu charakteryzowało się stylem wczesnoklasycystycznym. W pałacu znajdowała się bogata galeria wartościowych obrazów, w tym np. Popiersie Heleny Fourment Rubensa, Portret młodzieńca Rembrandta i wielu innych. Park miał powierzchnię około 5 hektarów[3]. W 1875 roku pałac i park były już własnością rosyjskiego kupca Bakunienki. Pałac, altanki ani kaplica (z 1833 roku) nie zachowały się do dzisiejszych czasów, zostały rozgrabione w latach 1918–1920. W dawnej oranżerii urządzono stajnie, a później szkołę, która dziś zajmuje teren majątku.
- Z zespołu rezydencji Horwattów ocalała jedynie stojąca przy szosie, już poza ogrodzeniem, klasycystyczna oficyna (zwana domem ekonoma) z kolumnowym portykiem, obecnie opuszczona i zdewastowana, z zawalonym dachem[5].

Pozostałości po parku i oficyna stanowią zabytek historyczno-kulturalny Białorusi (313Г000518).